# Wimbledon (Londra)

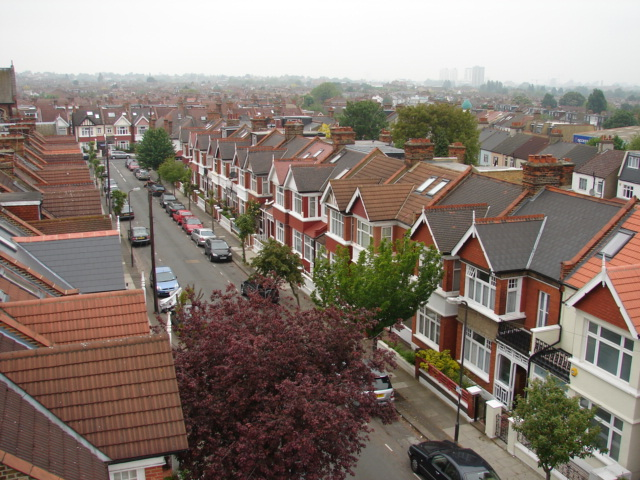
Strathmore Road, strada sita nel quartiere.

Wimbledon (/ˈwɪmbəldən/) è un quartiere di Londra, facente parte del borgo londinese di Merton, situato nella periferia sud-occidentale della capitale inglese, approssimativamente a 10 chilometri dal centro della città, con il quale è collegato da autobus, treni, tram e anche da una linea della metropolitana londinese (District Line).
La zona di Wimbledon attrae molti turisti, grazie ai grandi spazi aperti e ai numerosi giardini come per esempio il Wimbledon and Putney Commons.
Wimbledon è famosa per i tornei di tennis che si tengono tra l'ultima settimana di giugno e la prima di luglio, per questo è diventata una delle aree più frequentate dai giovani londinesi e dai procuratori dell'hinterland.
Anche il calcio è importante a Wimbledon: la squadra locale, l'AFC Wimbledon è erede della vecchia società Wimbledon FC, vincitrice nel 1988 di una FA Cup vinta in finale contro il Liverpool a Wembley, spostatasi a Milton Keynes nel 2004 e cambiando il nome per Milton Keynes Dons Football Club.